# Stříbro
Stříbro là một thị trấn thuộc huyện Tachov, vùng Plzeňský, Cộng hòa Séc.